# Michelle Gisin
Michelle Géraldine Gisin (Samedan, 5 de diciembre de 1993) es una deportista suiza que compite en esquí alpino. Su hermana Dominique compitió en el mismo deporte.
Participó en cuatro Juegos Olímpicos de Invierno, entre los años 2010 y 2022, obteniendo en total tres medallas, oro en Sochi 2014, en la prueba combinada, y dos en Pekín 2022, oro en la combinada y bronce en el supergigante.
Ganó dos medallas en el Campeonato Mundial de Esquí Alpino, plata en 2017 y bronce en 2021. En la Copa del Mundo consiguió una victoria y veintiuno podios en total.

## Palmarés internacional
| Juegos Olímpicos   | Juegos Olímpicos           | Juegos Olímpicos  | Juegos Olímpicos |
| Año                | Lugar                      | Medalla           | Prueba           |
| ------------------ | -------------------------- | ----------------- | ---------------- |
| 2014               | Sochi (Rusia)              | Medalla de oro    | Combinada        |
| 2022               | Pekín (China)              | Medalla de oro    | Combinada        |
| 2022               | Pekín (China)              | Medalla de bronce | Supergigante     |
| Campeonato Mundial |                            |                   |                  |
| Año                | Lugar                      | Medalla           | Prueba           |
| 2017               | Sankt Moritz (Suiza)       | Medalla de plata  | Combinada        |
| 2021               | Cortina d'Ampezzo (Italia) | Medalla de bronce | Combinada        |